# A Stranger in His Own Home
A Stranger in His Own Home è un cortometraggio muto del 1916 diretto e interpretato da Matt Moore.

## Produzione
Il film fu prodotto dall'Independent Moving Pictures Co. of America (IMP).

## Distribuzione
Distribuito dall'Universal Film Manufacturing Company, il film - un cortometraggio in una bobina - uscì nelle sale cinematografiche statunitensi l'11 luglio 1916.